# Magirus GmbH

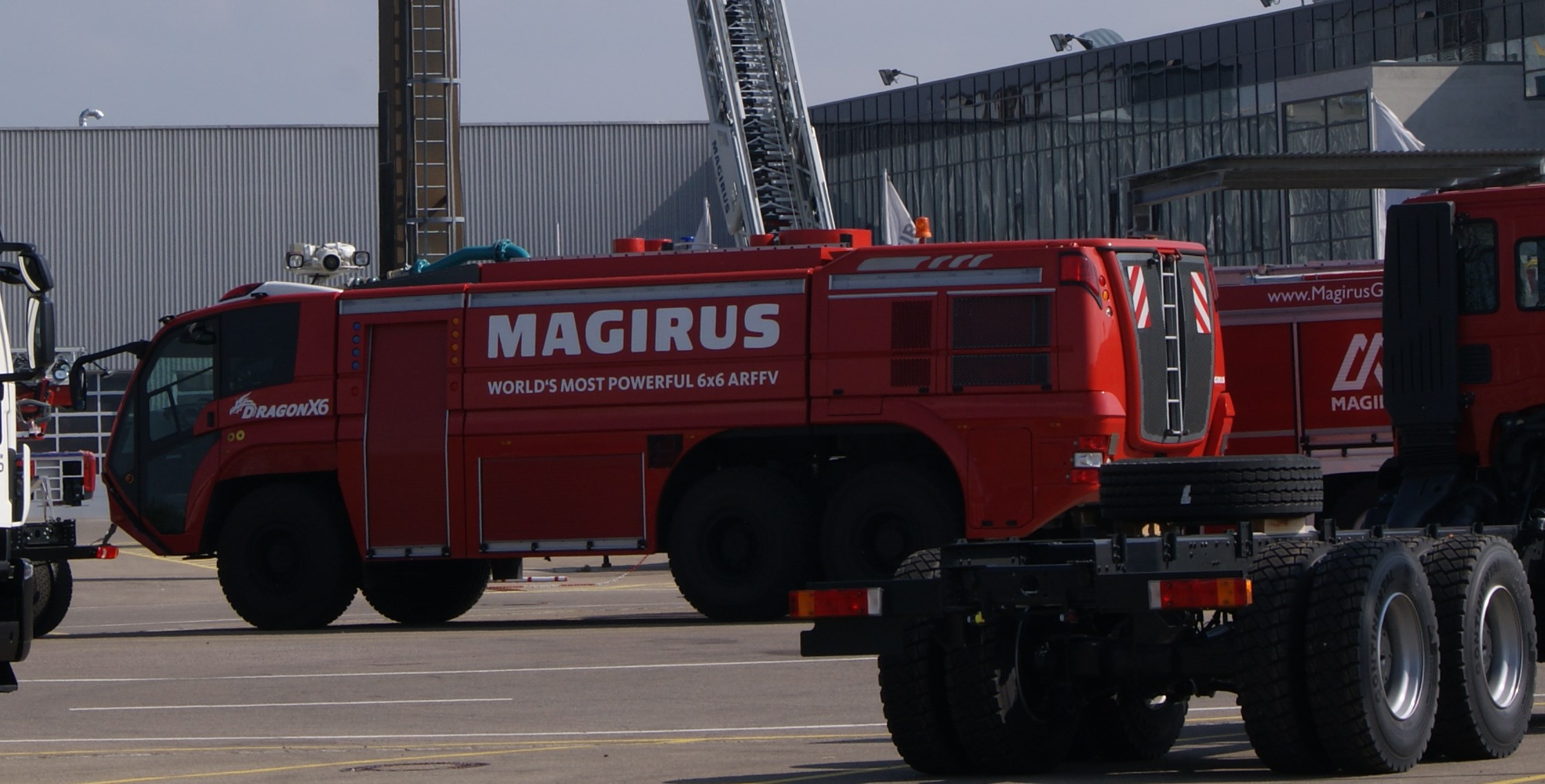
Magirus Super Dragon

Magirus GmbH ontstond in 2013 en maakt brandweerwagens en de opbouw van vrachtwagens met o.a. draailadders.
Het kwam voort uit de brandblusapparatenfabriek van Conrad Dietrich Magirus, dat in 1936 overgenomen werd door Humboldt Deutz en hernoemd werd in Magirus-Deutz. Magirus-Deutz sloot zich eind jaren '70 bij Iveco. In 2013 liep de laatste vrachtwagen van de band in Ulm en de productie van vrachtwagens werd naar Madrid in de ex-fabriek van Pegaso verlegd. Hierna concentreerde men zich in Ulm op het bouwen van brandweermaterieel. 
In maart 2024 sloot Iveco een overeenkomst met Mutares, deze laatste gaat Magirus overnemen. In Magirus zijn alle activiteiten op het gebied van brandweerwagens ondergebracht. Bij Magirus werken zo'n 1300 mensen, het omzetaandeel is slechts 2% in de totale omzet van Iveco en is niet winstgevend. Op 2 januari 2025 werd de transactie afgerond.